# Stromatoveris
A Stromatoveris psygmoglena egy fosszilis szervezet a Chengjiang-lerakódásból, Jünnanból. Eredetileg egy Charniának vélték (szigorúan véve Charniomorpha) az Ediakara-faunából. Ugyanakkor most úgy gondolják, hogy szesszilis bazális bordásmedúza vagy egy szesszilis, a bordásmedúzákkal szoros kapcsolatban álló szervezet.